# Brackie
Brackie is een Pools biermerk. Het bier wordt gebrouwen in Bracki Browar Zamkowy te Cieszyn. De brouwerij maakt onderdeel uit van de Grupa Żywiec (61% eigendom van Heineken) en mogelijk wordt het bier ook gebrouwen in een van de andere vier brouwerijen van de groep.

## Varianten
- Brackie, blonde lager met een alcoholpercentage van 5,5%
- Brackie Mastne, donker amber bier van hoge gisting met een alcoholpercentage van 5,8%. Dit bier werd gelanceerd op 11 mei 2010 ter gelegenheid van de 165ste verjaardag van de brouwerij

Sinds 2009 wordt jaarlijks een speciaalbier gebrouwen ter gelegenheid van het Pools bierfestival Festiwal Birofilia. De winnaar van de jaarlijkse wedstrijd voor hobbybrouwers mag zijn bier professioneel brouwen in een oplage van 500 hl (100.000 flessen van 0,5 liter).:
- Bracki(e) Grand Champion Birofilia 2009 Koźlak Dubeltowy, amber bier, type dubbelbock, met een alcoholpercentage van 8,9% (recept Piw Domowych)
- Bracki(e)  Grand Champion Birofilia 2010 Pale Ale belgijskie, amber bier, type Belgian ale, met een alcoholpercentage van 5% (recept Dorota Chrapek)
- Bracki(e)  Grand Champion Birofilia 2011 Kolsch, stroblond bier, type Kölsch, met een alcoholpercentage van 5,3% (recept Jan Szała)
- Bracki(e) Grand Champion Birofilia 2012 Rauchbock, donker amber bier, type Rauchbock, met een alcoholpercentage van 6,5% (recept van Andrzej Miler)
- Bracki(e)  Grand Champion Birofilia 2013 Imperial IPA, amber bier, type Imperial IPA (recept van Czesław Dziełak)

## Fotogalerij

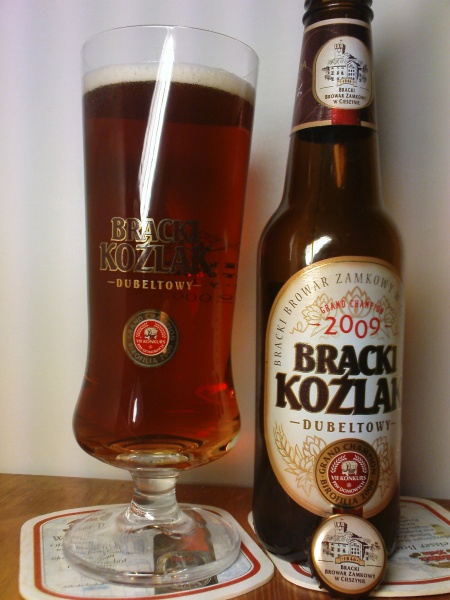
Grand Champion Birofilia 2009 Koźlak Dubeltowy
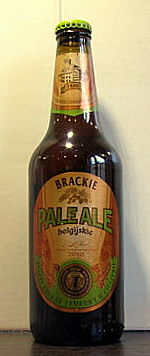
Grand Champion Birofilia 2010 Pale Ale belgijskie
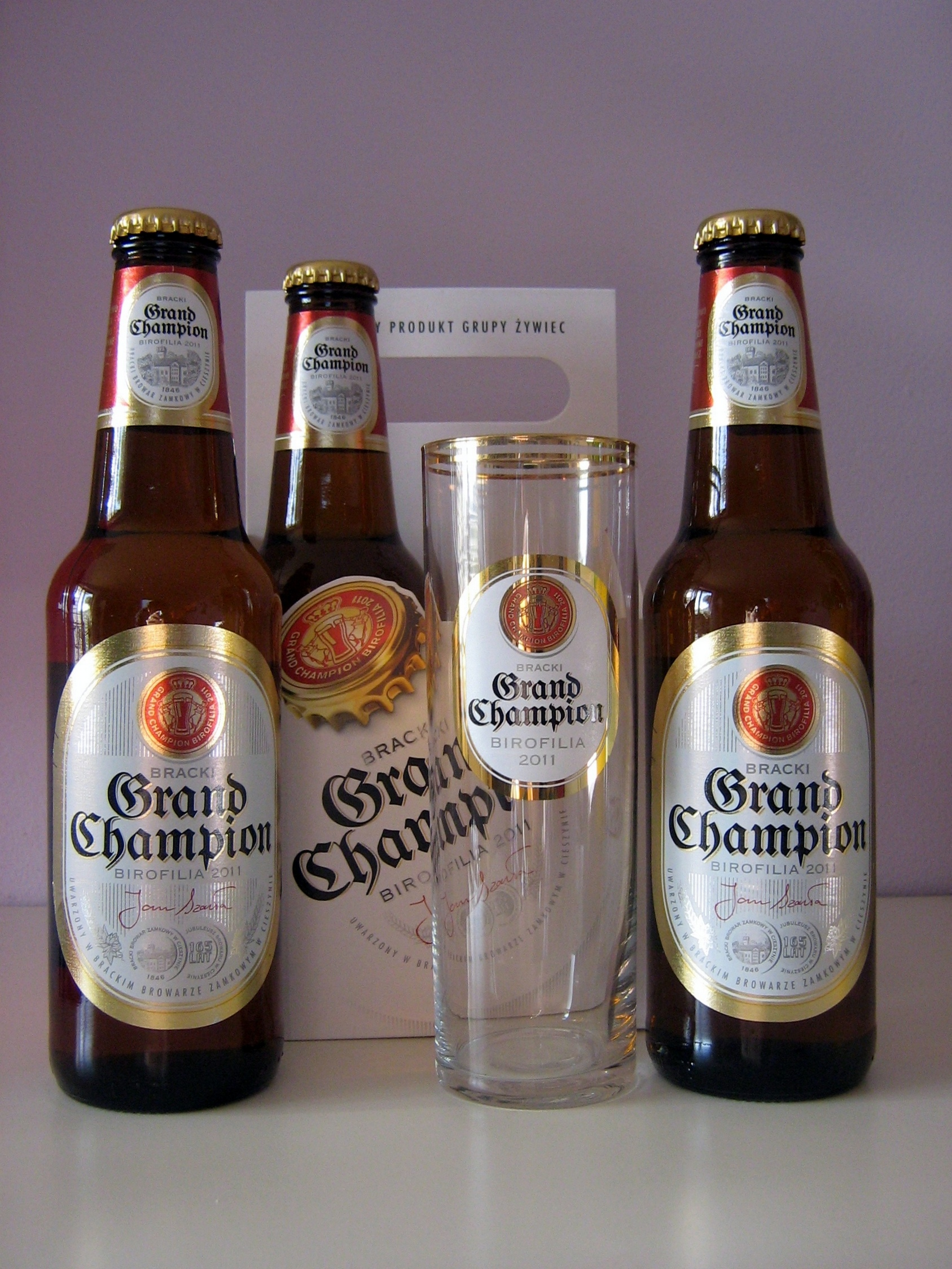
Grand Champion Birofilia 2011 Kolsch